# Hipódromo Argentino de Palermo

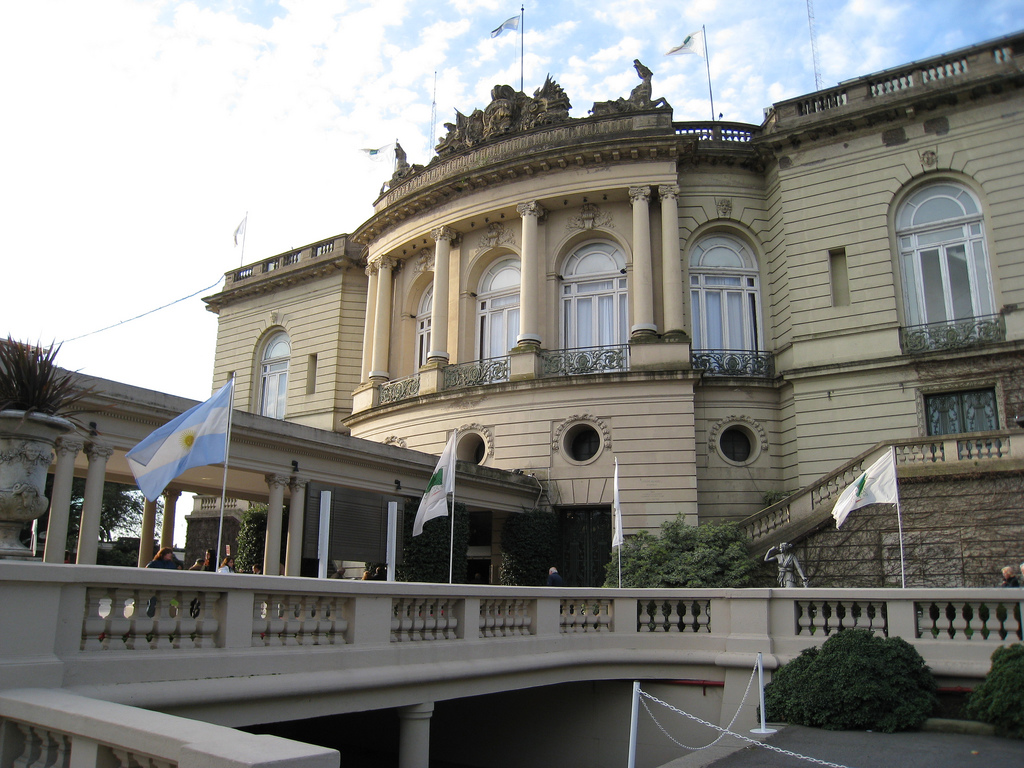
Die Haupttribüne

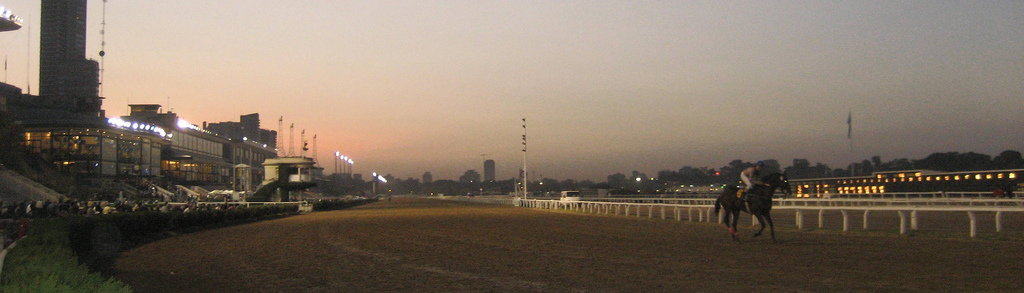
Die Rennstrecke

Das Hipódromo Argentino de Palermo ist eine Pferderennbahn in der argentinischen Hauptstadt Buenos Aires. Sie befindet sich im Stadtteil Palermo, an der Avenida del Libertador, gegenüber vom Polostadion.
Die Strecke ist 2.400 Meter lang und eine der bekanntesten Pferderennstrecken im Land.
Der Hipódromo wurde am 7. Mai 1876 eingeweiht; das erste nationale Derby wurde hier 1884 veranstaltet.
Anlässlich der Eröffnungsfeier reichten die Züge und Straßenbahnen nicht aus, um die große Menschenmenge zu transportieren, die an dem Ereignis teilnehmen wollten. An die 10.000 Zuschauer waren Zeuge, als "Resbaloso" das erste Rennen auf der Bahn gewann.
1898 wurde der Tattersall de Palermo eröffnet, um dort Rennpferde zu verkaufen.
Die Original-Tribüne wurde 1908 durch eine Tribüne im Beaux-Arts-Stil ersetzt, die von Louis Faure-Dujarric entworfen wurde.
1947 wurde eine Technik namens Photochart für Zielfotos eingeführt. Dadurch wurde der exakte Moment, wenn die Pferde die Ziellinie überquerten, fotografisch festgehalten und Zweifel konnten leichter ausgeräumt werden.
1971 erhielt die Rennstrecke Flutlicht, dadurch wurden Rennen bis in die Nacht möglich.
2012 und 2015 war das Hippodrom Austragungsort des Gran Premio Latinoamericano, einem wichtigen Gruppe-I-Rennen in Südamerika.